# Oostendam
Oostendam est un village de la commune néerlandaise de Ridderkerk, dans la province de la Hollande-Méridionale. Le 1er janvier 2004, le village comptait 640 habitants.
Jusqu'en 1855, Oostendam appartenait à la commune de Hendrik-Ido-Ambacht.